# Dieburg
Dieburg – miasto w Niemczech, w kraju związkowym Hesja, w rejencji Darmstadt, w powiecie Darmstadt-Dieburg.
W mieście znajduje się stacja kolejowa Dieburg.

## Współpraca
Miejscowości partnerskie:
- Aubergenville, Francja
- Mladá Boleslav, Czechy
- Vielau, dzielnica Reinsdorfu, Saksonia